# Emmanuel Foulon
Emmanuel Foulon (Frameries, 29 dicembre 1871 – Frameries, 22 luglio 1945) è stato un arciere belga, vincitore di una medaglia d'oro nella prova sulla pertica alla piramide di tiro con l'arco ai Giochi olimpici di Parigi 1900.